# بیونگ چول هان
بیونگ چول هان (به انگلیسی: Byung-Chul Han) فیلسوف و نظریه‌پرداز فرهنگی کره‌ای-آلمانی متولد کره جنوبی است.
او به خاطر تحلیل‌هایش دربارهٔ جامعه مدرن، تکنولوژی، و تأثیرات آن بر روان‌شناسی و فلسفه شهرت دارد. او در سال ۱۹۵۹ در سئول، کره جنوبی، متولد شد و در اوایل دهه ۱۹۸۰ به آلمان مهاجرت کرد. هان در ابتدا در کره مهندسی متالورژی خواند، اما بعد از مهاجرت به آلمان به فلسفه و ادبیات روی آورد و در دانشگاه فرایبورگ و دانشگاه بازل به تحصیل پرداخت.
هان به‌ویژه در زمینه فلسفه اجتماعی، تحلیل قدرت، و نقد فرهنگ دیجیتال معاصر شناخته شده است. آثار او به مسائل مرتبط با فشار روانی، شفافیت، دیجیتالیزه شدن، و سرمایه‌داری نئولیبرالی در جوامع مدرن می‌پردازند. او اغلب از ابزارهای فلسفی و انتقادی برای تحلیل شرایط روانی و اجتماعی افراد در عصر حاضر استفاده می‌کند.

## موضوعات اصلی در آثار بیونگ چول هان
آثار او به زبان‌های متعددی ترجمه شده و تأثیر زیادی بر نظریه‌های فرهنگی و فلسفی معاصر داشته است.

### جامعه فرسودگی (The Burnout Society)
یکی از مشهورترین آثار او، به بررسی تأثیرات جامعه مدرن بر روان انسان‌ها می‌پردازد و ادعا می‌کند که جامعه امروزی، افراد را به سمت فرسودگی و افسردگی می‌کشاند. او استدلال می‌کند که در جوامع نئولیبرال، مردم از طریق فشارهای روانی به بهره‌وری بیش از حد تشویق می‌شوند و به اصطلاح «سوژه‌های موفقیت» تبدیل می‌شوند.

### شفافیت (Transparency Society)
در این کتاب، هان انتقادی به جامعه معاصر و نقش شفافیت در آن وارد می‌کند. او اعتقاد دارد که فشار به شفافیت در رسانه‌ها و زندگی خصوصی، به جای ایجاد اعتماد و ارتباطات بهتر، به ایجاد سطحی‌نگری و از بین رفتن عمق انسانی منجر می‌شود.

### روان‌شناسی دیجیتال و تکنولوژی
هان به بررسی چگونگی تأثیر فناوری‌های دیجیتال بر انسان‌ها، خصوصاً در زمینه‌هایی مانند رسانه‌های اجتماعی، پرداخته و معتقد است که این تکنولوژی‌ها فرد را از عمق و معنای زندگی دور کرده و به سمت زندگی سطحی و پر از استرس روانی می‌کشاند.

## سبک و فلسفه
هان از فلسفه‌های انتقادی، خصوصاً نظریات میشل فوکو، مارتین هایدگر، و ژیل دلوز تأثیر گرفته است. او بر مفاهیم قدرت، کنترل، و انضباط در جوامع مدرن تمرکز دارد و با استفاده از تحلیل‌های فلسفی، به مطالعه تأثیرات اجتماعی و فرهنگی تکنولوژی و اقتصاد بر انسان‌های امروزی می‌پردازد.